# Povijest Kube

## Stanje prije revolucije
Izbori za predsjednika Kube bili su predodređeni za 1. lipnja 1952 te po istraživanju mišljenja javnosti trenutni predsjednik Fulgencio Batista je bio na posljednjem mjestu od tri kandidata. Batista uviđajući neizbježnost situacije deset dana kasnije ulazi u vojnu tvrđavu Columbia, preuzima vojsku te time osigurava svoje presjedništvo. Taj Batistin čin je bio samo pokretač te nezaustavljive reakcije, revolucije. Ovakvo stanje je razlog koji je pobudilo revolt jednog mladoga pravnika, taj dotični pravnik koji je istupio pred sud u Havani izjašnjavajući svoje nezadovoljstvo je bio budući vođa revolucije i predsjednik Kube Fidel Castro.

### Pripreme za napad
Castro je uvidio da je jedini način za ispravljane nepravde koja je nanesen Kubanskom narodu je bila revolucija. Castro je pozvao dobrovoljce da stanu na njegovu stranu. Nakon jednogodišnjeg vježbanja kovanja zavjera i planiranja njegova pobunjenička «vojska» sastojala od nekih 200 ljudi i dvije žene. Većina njih su bili studenti ili diplomirani, a gotovo su svi bili mladi ljudi koji su bili svjesni diktature Batiste te su bili spremni suprotstaviti se, tj stati na stranu Castra i njegova brata Raula.
Tvrđava Moncada je se nalazila u provinciji Oriente blizu Santiaga
Plan je bio:
-	Napasti Moncadu u zoru
-	Zarobiti 1000 vojnika
-	Zaplijeniti njihovo oružje, tenkove, oklopna vozila
-	Zauzeti radio-stanicu i javiti se narodu Kube kako bi ga potaknuo na revoluciju i borbu protiv diktatora

### Napad na Moncadu 26. srpnja 1953
26. Srpnja 1953 izvršen je napad na Moncadu koji je djelomično uspio ali glavni razlog njegovog djelomičnog neuspjeha je pogrešaka u planu i niza nesretnih okolnosti. Neki su napadači bili na mjestu ubijeni, drugi su bili zarobljeni, mučeni, zatim zatvoreni u iščekivanju suđenja, dok je jedan mali dio uključujući Fidela i Raula uspio pobjeći. 

### Događaji nakon napada na Moncadu
Najveći broj pobunjenika je izgubilo svoj život nakon napada na Moncadu jer je Batista odlučio pobunu ugušiti u krvi. Batista u Santiago šalje policiju i vojsku kako bi «donijeli red»
Oni su obilazili ulice tražeći pobunjenike ali nisu prezali ni za čim. Ubijali su djecu jednako kao i odrasle. Batista je tražio da njegovi nositelji pravde za svakoga poginulog u napada u Moncadu pogube desetoricu zarobljenika. Tjeralica je izdana za Fidel Castrom, i bilo je zapovjeđeno da on ne smije biti uhvaćen živ. Ali igrom slučaja vojna patrola koja je naišla na Fidela bila je vođena od strane Pedra Sarrie Castrovog druga sa sveučilišta koji mu je savjetovao da ni pod kojim slučajem ne otkriva svoje pravo ime jer im je bilo zapovjeđeno da ga strijeljaju na mjestu. Batista je vjerovao da je hvatanjem pobunjenika zaustavio revoluciju ali je u stvarnosti imao kontraučinak; stvorio je sve više nezadovoljnih ljudi kojima je trebao neko da ih povede a taj neko je bio Fidel Castro. Suđenjem Fidelu Batista mu je priuštio status mučenika tj pretvorio ga je u osobu koja može povesti revoluciju znajući da će narod biti uz njega i protiv Batiste. Ovaj događaj se također smatra početkom djelovanja «Movimiento 26 Julio» (Pokreta 26 Srpnja).

## Napad iz Meksika

### Vrijeme u zatočeništvu
Fidel Castro je osuđen na 15 godina zatvora, Raul 13 godina dok su drugi pobunjenici dobili vremenski kraće kazne.Godine 1953 svi su bili u kaznionici na otoku Pinosu. Castro je po dolasku na Pinos odmah bio odveden u samicu gdje je proveo sljedećih 7 mjeseci. Ali po izlasku iz samice Castro osniva Akademiju Abela Santamarie*. On je u toj školi podučavao zatvorenike povijesti i filozofiji a Castro je u svoje slobodno vrijeme učio Engleski.

### Stanje na Kubi prije napada iz Meksika
Narod je sve više nezadovoljan Batistinom diktaturom te dolazi do brojnih protesta protiv njegove vlasti. Narod je bio nemiran, opozicija se je očitovala demonstracijama i štrajkovima usprkos teroru i režimu koji sprovodi Batista. Jednoga dana na zidu Malecona* je osvanuo natpis Movimiento 26 Julio. Batistu je natpis razbjesnio jer baš u tom trenutku tj u tom vremenu Batista je težio tome da primiri narod i da pokaže da je on pravi vođa za njih.
Batista je bio prisiljen od strane Udruženja međuameričkih novinara ukinuti cenzuru i dopusti slobodu tiska. Kako bi zavarao narod Batista navješćuje svoju kandidaturu za izvanredne presjedničke izbore 1. studenog 1954 I njegov protivnik na tim “slobodnim otvorenimi i poštenim izborima” bi trebao biti Ramon Grau San Martin. Ali narod se nije dao zavarati. U Santiagu kada je započela izborna kampanja, kad su se kandidati ustali da govore, masa je povikala “Živio Fidel Castro! Oslobodite Fidel Castra! Živjela revolucija!”.
Nakon ovog skupa započela je kampanja za opću amnestiju svih političkih zatvorenika I politički izgnanika. Aktivirali su se također i Fidelovi suradnici, članovi Kubanskog udruženja odvjetnika te je pritisak rastao. Pritisak je se najviše mogao osjetit nakon povlačenja Grau-a iz borbe za presjedničko mjesto i ustoličenje Batiste za razdoblje od četiri godine 22. veljače 1955. Vladini činovnici, pod pritiskom svojih birača, savjetovali su Batisti da bi amnestija povećala njegovu popularnost i ugušila nezadovoljstvo naroda. 

### Akt o amnestiji
Vijesti o mogućoj amnestiji zatvorenika su bile primljene s veseljem ali i s rezervom jer zatvorenici nisu bili sigurni što se skriva iz Batistinog čina. Oni su odmah izjavili da ne pristaju na nikakve kompromise kako bi omogućili svoje oslobađanje. I konačno 2. svibnja 1955 kubanski Kongres je izdao akt o amnestiji koji je Batista 13 dana kasnije potpisao tj 15. svibnja 1955 prisiljen od strane CIA-e. Ovim aktom su Fidel i njegovi drugovi bili oslobođeni. Narod je s veseljem dočekao Fidela; Fidel je postao legenda Kubanskog naroda ali on je bio pod stalnom paskom Batiste. Stoga je uvidio da njegova težnja da prenese svoju poruku nije moguća legalnim putem te se odlučuje na radikalniju ideju, na revoluciju.

## Pripreme za napad iz Meksika

### Prikupljanje novca
U srpnju 1955. Fidel napušta Kubu i odlazi u Meksiko da skupi oružje i ljude za invaziju Kube. Raul je iščekivao Fidela u Meksiku i uskoro nakon Fidela 26. srpnja stigli su i ostali borci. Što je jačao pokret Movimiento 26 Julio, to se više ljudi pridruživalo redovima revolucionara. Kako ta paravojska nije imala financijsku potporu novac su morali naći drugdje, stoga Fidel kreće u posjet bogatim Kubancima koji žive izvan Kube i teže slobodnoj Kubi.
Castro je u toj svojoj propagandnoj turneji obilazi bogate Kubance poglavito u SAD-u dok je svoju poruku širio na mitinzima. Glavna poruka koju je Fidel odašiljao je da on želi slobodnu Kubu oslobođenu od tiranije Batiste. Fidel se vraća u Meksiko s 50.000 dolara spreman za početak obučavanja budućih revolucionara.

### Obučavanje paravojske (gerile)
Fidel je pozvao Albetra Bayo-u da obučava njegovu buduću vojsku. Aylbet Bayo 63-godišnji kubanac koji je kao dijete poslan od strane roditelja u Španjolsku gdje je završio Vojnu avijatičku školu i Pješadijsku akademiju. On je posjedovao golemo iskustvo u gerilskom načinu ratovanja kao kapetan u Legiji stranaca boreći se protiv afričkih Arapa. Bayo je prije terenske obuke odlučio učenike poučiti teorijskom dijelu (a takva je odluka bila jer nije mogao naći prikladno mjesto za terensku obuku). Ali ne zadugo jer Bayo je našao prikladno mjesto na nekoj farmi visoko u planinama u oblasti Chalco. Učenici su pod paskom Baya uspjeli intenzivnim radom za tri mjeseca naučiti što bi im trebalo tri godine u regularnoj vojsci.
Oni su bili obučeni za korištenje revolvera, pušaka i mitraljeza; kako da izrađuju bombe te kako s tim bombama rušiti barikade i uništavati tenkove, kako da se kamufliraju i skriju u zaklon, kako da nađu i sruše neprijateljski avion, te kako da nose ranjenika i kako da mu daju osnovnu medicinsku njegu, kako da se probijaju kroz džunglu i da vide i čuju a da se njih ne vidi niti čuje. U biti oni su naučili ono što znači biti gerilac; napasti iz sjene te se onda vratiti u nju prije nego neprijatelja shvati što mu se događa.
Po završetku tečaja, pukovnik Bayo je svoje učenike rasporedio po znanju. Najbolji je bio Ernesto “Che” Guevara.
Fidel je sudjelovao u terenskim vježbama koliko je mogao ali radi svojih drugih odgovornosti morao je biti odsutan iz Chalca. Fidel je osiguravao dostavljanje oružja i municije u Chalco te je zbog tog istog oružja više puta završio u zatvor ali uz pomoć manipulacije i mita je uvijek iz njega brzo izlazio.

### Najava invazije
Fidel unatoč savjetima od Albetra Baye 15. studenog 1956 objavljuje svoju namjeru za napad na Kubu i obaranje Batiste s vlasti. Bayo ga je opominjao jer jedno od glavnih pravila gerile je da neprijatelj nikada ne smije znati što vi namjeravate ali Fidel mu odgovara: 
“Vi ste me to učili, ali u ovom slučaju ja hoću da svatko u Kubi zna da ja dolazim. Hoću da imaju povjerenja u Pokret 26 Srpnja (Movimiento 26 Julia). To je moja ideja, iako znam da bi to vojnički moglo biti štetno. To je psihološko ratovanje.”  

### Napad iz Meksika
Plan je bio sljedeći:
25. studenog 1956 
Paravojska od osamdeset i dvoje ljudi natovarenih puškama, mitraljezima, municijom, lijekovima i zalihama hrane na palubi jahte Granma je na putu za Niquero, zapadno od Santiago de Cuba. 
30. studenog 1956
Na mjestu iskrcavanja trebali su se sastati s farmerom pobunjenikom Cresenciom Perez-om, koji je trebao doći s kolima i 100 ljudi, te su se po sastanku trebali uputiti do Manzanilla gdje bi s ostalim ustaničkim snagama koje bi ih tamo dočekali navalili na vojsku.
U međuvremenu pobunjenici bi stvorili zabunu diverzantskim akcijama bacajući bombe i pucajući u Holguin-u, Matanzas-u, Santiagu i u drugim mjestima. A u to vrijeme Perez je trebao paravojsku s njenim zalihama i oružjem ugrabljenom od vojske kod Manzanilla odvesti u jedno skrovište u Sierri, gdje bi opremili stotine dobrovoljaca koji bi im se tamo priključili. 

### Napad
Nakon svega toga – kako su se napadači nadali – imao bi izbiti generalni štrajk u čitavoj Kubi, i on bi doveo Batistu do pada.
Ali plan nije uspio jer je jahta od 18 metara namijenjena da nosi osam putnika i posadu bila pretovarena s 82 čovjeka, oružjem, zalihama hrane i rezervama nafte. Putovanje je imalo užasan učinak na putnike: prvo morska bolest a zatim i ostali problemi koji su snašli posadu.
Na dan invazije 30. studenog, saznali su preko radija (koji je samo mogao primati poruke ali nije ih mogao i odašiljati) da su napadi na Santiago i Holguin prema planu započeli –a oni su još bili na moru.
2.prosinca kormilar je pao s palube te su potragom za njime izgubili dragocjeno vrijeme a da bi stvar bila gora nasukali su se u blizini Belie tj u jednom ribarskom selu blizu Niquera. Kako su valovi bili visoki a morsko dno muljevito, Fidel Castro je naredio da napuste brod ostavljajući za sobom svu prtljagu kako bi sigurno stigli do obale. Nakon četiri sata svi su stigli do obale, svih 82 revolucionara. Fidel je uvidio kako već kasne te da postoji velika mogućnost da budu primijećeni. Stoga naređuje da se odmah krene u brda tj da se skriju u Sierri. Kako su sve planirane diverzije u to vrijeme bile gotove, Batistine patrole su primijetile nasukanu Granmu. Njih 82 su bili prisiljeni bez zaliha skrivati se od napada s neba i od vojničkih patrola koje su tragale za njima. Vodili su se po onome što ih je Bayo naučio: putovali su noću a danju su se odmarali. Hranu su nabavljali kupnjom na farmama kuda bi prolazili.
5. prosinca su se smjestili na jednu šećernu plantažu zvanu Alegria del Pio. Odlučili su se zaustaviti tj odmoriti, nešto pojesti i odspavati ali u jednom trenutku na njih su počeli pucati mitraljezi te je počelo bombardiranje iz zraka. Počeli su bježati tj tražiti sklonište. Prilikom ovog iznenadnog napada pretrpjeli su svoje prve gubitke. Velik broj revolucionara je bio zarobljen, a samo su neki uspjeli pobjeći. Fidel je uspio pobjeći s dvojicom drugova, a Guevara i Fidelov brat Raul su uspjeli pobjeći. Po sastanku prvo što je Fidel rekao je bilo «Dani diktature su odbrojeni!» Dvadeset i dva čovjeka su preživjela ekspediciju a od njih desetorica su bili u zatvoru na Pino-u. Samo dvanaestorica su stigli na Pico Turquino.
Tu ih je doveo Perez čim je čuo da su vijesti da je Fidel i njegova paravojska mrtvi bile lažne.
Preživjeli su bili: Fidel Castro, Raul Castro, Che Guevara, Camilo Cienfuegos, Calixto Garcia, Faustino Perez, Calixto Morales, Univerzo Sanchez, Efigenio Almejeiras, Ciro Redondo, Juan Almeida i Rene Rodriguez.    

## Borbe za vlast na Kubi
Stanje na Kubi 1956:
- Batista je još bio na vlasti.
- Fidel se nalazio sa svojom dvanaestoricom revolucionara u Sierri planirajući revoluciju.
- Narod je bio nezadovoljan tiranijom Batiste.
- Narod je trebao vođu tj ličnost koja bi ih ujedinila i povela protiv tiranije.

U ovo vrijeme Kuba je bila plodno tlo za revoluciju i Fidel je to znao.

## Operacija Verano
(28. lipnja 1958 - 8. kolovoza 1958)
Operacija Verano je bila ljetna ofenziva u 1958. kojoj je cilj bio uništiti Fidelovu revolucionarnu vojsku tj zaustaviti razvoj planinske baze u Sierra Maestri. Batista se odlučio na ovu ofenzivu jer sve više širio Movimiento 26 Julio i jer Castro je imao sve veću potporu naroda. Operacija je bila neuspješna a za nju su značajne dvije bitke. Bitka kod La Plata-e i bitka kod Las Mercedes-a.

### Bitka kod La Plata-e
(11. srpnja 1958. - 21. srpnja 1958.)
Bitka kod La Plata-e dio operacije Verano. Ova bitka je ishod Cantillovog (Batistin general) plana da izravno napadnu Fidel u njegovom skrovištu, tj bazi u Sierri. Ishod ove bitke je bio poražavajući; bataljun sastavljen od Batistinih vojnika je pretrpio poraz te su izgubili 500 vojnika (što ubijeni, ranjeni i zarobljeni).

#### Cantillov plan
Cantillo je planirao izravan napad na Castra tj na njegovu bazu u Sierri. Svi dosadašnji planovi nisu uspjeli jer svi Castrovi vojnici su bili obučeni od strane Ernesta Guevare gerilskom ratovanju. Svi ti planovi ne bi uspijevali jer bi Castrova vojska bila unaprijed upozorena od strane lokalnog stanovništva (farmera) o kretanjama vojske, stoga bi bile pripremane zasjede i minska polja kako bi onesposobili i spriječili napadače.
Cantillo je imao nešto drugo na umu: on je odlučio Castra napasti s mora s bataljunom 18 koji je bio pod vodstvom Jose Quevedo-a. Cantillo je htio iznenaditi Castra time da iskrca svoje ljude na obalu i da oni izvrše napad na bazu, dok bataljun 17 radi diverziju i napada bazu sa sjevera.

#### Bitka kod La Plata-e
Jose Quevedo i njegovi vojnici su se iskrcali 5 srpnja 1958. kod La Plata-e tj kraj malog sela gdje se La Plata ulijeva u more. Iskrcavanje je uspjelo i nakon pregrupiranja uputili su se u planinu. Castro I njegovi vojnici su zauzeli položaj tako da su se našli na obje strane Quevedova bataljuna i iznenada su ih napali. Za pola sata bataljun je bio okružen paljbom sa svih strana. Jedini izlaz su našli tako što su se skrili u rovovima te tako odbili napade Castrove vojske. Jedini spas im je bio 200 vojnika koji su bili rezerva tj njihov cilj je bio da napadnu gerilu iz pozadine. Ali problem je nastao jer su rezerve bile otjerane mitraljezima od obale i bili su prisiljeni iskrcati se kod la Plata-e. Time su bili u nemogućnosti da im pomognu. U međuvremenu 17. bataljun je napredovao sjeverno kroz planine ali su bili zaustavljeni šačicom iskusnih gerilaca koji su ih zaustavili neprestanim zasjedama, blokadama i snajperskom paljbom. Time su im onemogućili da pomognu 18 bataljunu.
Castro je pokušavao pomoću pisama i poruka koje je odašiljao pomoću zvučnika uvjerit Queveda da se preda. Quevedo je bio bivši Castrov prijatelj sa sveučilišta ali je ipak odbijao njegovu ponudu sve do 21. srpnja kada priznaje poraz i predaje se.  

#### Stanje poslije bitke
Bataljun 18 je izgubio 71 čovjeka dok se negdje oko 240 ljudi predalo. Sveukupno, Castro je za vrijeme operacije Verano zarobio 400 vojnika i stotine pušaka. Svi zarobljenici su kasnije bili predani Crvenom križu. 
Ova Castrova pobjeda je pokazala kako Kubanska vojska pod Batistom nije bila sposobna izvršiti napad.

### Bitka kod Las Mercedes-a
(29. srpnja 1958. - 8. kolovoza 1958.)
Bitka kod Las Mercedesa je bila nastavak operacije Verano. Nakon poraza kod La Plata-e Cantillo se odlučio na drugačiju taktiku. Njegov plan je bio namamiti Castrovu gerilu u zamku te ih zatim okružiti i uništiti. Plan je uspio ali tijekom bitke Castro je zatražio obustavu paljbe koju je prihvatio Cantillo ne znajući da je to bila prevara. Castro je namamio Cantilla na pregovor i time omogućio svojim vojnicima da pobjegnu. Iako se ovo smatra pobjedom redovne Kubanske vojske oni su izgubili moralnu bitku jer su revolucionari opet pobjegli. Castro je smatrao bitku kod Las Mercedes-a kao pobjedu jer je uspio demoralizirati Kubansku vojsku i time još jednom dokazati nesposobnost Batiste i njegove tiranije.

#### Cantillov plan
Cantillo je očekivao rasplet događaja koji je se zbio kod La Plata-e stoga je odlučio u slučaju takvog razvoja događaja pripremiti zamku Castrovim gerilcima. On je planirao tajno poslati dio 17 bataljuna da ide preko Estrada Palma i time iznenadi gerilu koja će po njegovom iščekivanju napasti bataljun 17 koji se povlačio.

#### Bitka kod Las Mercedes-a
Bataljun 17 počeo je se povlačiti 29.srpnja 1958. i kada je Castro to uvidio poslao je Rene Latoura i njegovu jedinicu da pripreme zasjedu i neutraliziraju bataljun 17. Castro je ne znajući poslao Latoura u zamku. Latour je izvršio uspješan napad u kojem je ubio 30 kubanaca koji su bili u izvidnici ali u tom trenutku našli su se u Cantillovoj zamci. Njegova jedinica koja je išla preko Estrada Palma-e napala je Latoura i njegove gerilce straga te su ih opkolili. Latour vidjevši da su opkoljeni zove Castra u pomoć, a on osobno dolazi sa šačicom ljudi kako bi ga spasio. Što se bitka više razvijala Castro i njegovi vojnici su vidjeli da postoji velika opasnost da izgube bitku i živote. Castro je pronašao način da spasi svoje ljude. Prvog kolovoza poziva Cantilla na obustavu vatre i zahtjeva pregovore. Batista šalje svoga predstavnika 2. kolovoza kako bi pregovarao s Castrom. Pregovori su trajali šest dana i naposljetku su prekinuti zbog nemogućnosti dogovora. Castro se je povukao i time je bila prekinuta obustava vatre, ali kada se Cantillovo vojska vratila na mjesto sukoba vidjeli su da nema nikoga. Cantillo I Batista su shvatili kako ih je Castro nasamario i da cilj pregovora nije bio mirovno rješenje sukoba nego dobivanje na vremenu kako bi njegova vojska s Latourom uspjela pobjeći.

#### Stanje poslije bitke
Batista je u ovoj bitci doživio svojevrsnu Pirovu pobjedu jer su izgubili puno više nego što su dobili. Možda su porazili gerilu ali ta pobjeda im nije ništa donijela jer je Castro nasamario cijelu kubansku vojsku, Cantillu i samoga Batistu i njemu donijela moralnu pobjedu koja je značila mnogo više od pojede kod La Plata-e. 
Bitkom kod Las Mercedes-a završava operacija Verano kojoj je cilj bio zaustavljanje Castra i njegove revolucionarne vojske. Operacija Verano je Fidela dovela do statusa pravoga vođe koji samo sa šačicom ljudi uspijeva poraziti Batistu i prekinuti njegovu tiraniju. Narod je shvatio i bio mu je spreman pomoći mu što se naposljetku i dogodilo.

#### Kraj operacije Verano
Castro je dokazao da može poraziti Batistu i njegovu vojsku i odlučio je da je došao trenutak da napadnu Batistu tj da organiziraju ofenzivu koja će svrgnuti Batistu i dovesti revolucionare na vlast. Tiranija nije odgovarala narodu a ono što je Castro zastupao koristilo je i običnim ljudima a ne samo bogatom sloju koji je bio pod protekcijom Batiste. Početak Castrove ofenzive je bitka kod Yaquajaya.

## Bitka kod Yaquajaya
(19. prosinca 1958. – 30. prosinca 1958.)
U 1958. Castro se odlučio na ofenzivu kojoj je cilj bio preuzimanje vlasti od Batiste. Plan je bio zauzeti Santa Claru jer je ona predstavljala posljednju prepeku za Castrovo preuzimanje vlasti. Castro je vodio svoju vojsku na Guisa, Masó i druge gradove a na Che Guevari, Jaime Vegi, i Camilo Cienfuegosu je bila zadaća da osvoje Santa Claru.
Vegina jedinica je upala u zasjedu i bila je potpuno uništena. Castrova jedinica je sigurno došla do Santa Clare i zauzela je položaj u Fomentu u blizini Santa Clare. Cienfuegoso je napao vojni garnizon koji se nalazio u Yaquajay-i. Kolika je bila popularnost Castra i njegovih revolucionara se vidi u tome da je Cienfuegoso krenuo sa 60 vojnika a napad je započeo s 500 ljudi.

### Bitka kod Yaquajaya
Garnizon je bio jačine 250 ljudi pod vodstvom Abon Ly-a. Napad na garnizon je započeo 19. prosinca. Abon Ly je znao da on ne bi mogao vječno braniti garnizon ali je očekivao pojačanje iz Santa Clare. Cienfuegos je već gubio strpljenje i sve više mu se činili do garnizon neće nikada pasti. Čak je zabilježen pokušaj izrade tenka. Tenk je bio sastavljen od starog traktora pojačanog metalnim pločama i s mitraljezom kalibra .50 ali i taj pokušaj je bio bezuspješan. Cienfuegos je napokon 30. prosinca zauzeo garnizon nakon što je Ly-ju nestalo streljiva. 
Revolucionari su ovim činom bili nadomak Santa Clare i Havane.

### Bitka za Santa Claru
(28. prosinca 1958 - 31. prosinca 1958.)

#### Put do Santa Clare
Guevara je putovao 28.prosinca od Caibarién do Santa Clare. Put je važan po tome jer dok je putovao ljudi su ga dočekivali s veseljem i bili su spremni stati uz njega i dovršiti ono što je počeo 1956. godine napadom na Moncadu. Po dolasku do Santa Clare Guevara je podijelio svoju jedincu na dva jednaka djela po 150 ljudi. 

#### Napad na Santa Claru
Južna kolona je bila prva koja je susrela kubansku vojsku koja je branila Santa Claru. Vojska koja je branila Santa Claru bila je vođena od strane Casillas Lumpuyja. Batista je u pomoć Lumpuyju poslao vlak s pojačanjem, oružjem i streljivom. Vlak je stao u podnožju brda Capiro sjeveroistočno od grada. 

#### Napad na vlak i zauzimanje Santa Clare
Kako bi zaustavio vlak, Guevara šalje jedinicu koja je bila spremna umrijeti za revoluciju a bila je vođena osamnaestogodišnjim Roberto Rodríguezom znanim kao "El Vaquerito". Njihov zadatak je bio ručnim granatama zauzeti brdo. Oni su veoma brzo zauzeli brdo i protjerali pojačanje namijenjeno Santa Clari. Gradom su se kretali gerilci koji su uz pomoć lokalnog stanovništva polako zauzimali grad. Guevara je smatrao da će bitka biti gotova ako zauzmu vlak s oružjem i streljivom. On je pomoću traktora s Agronomskog fakulteta podigao tračnice te time onemogućio bijeg vlaka. To je posadu prisililo da predaju vlak i ovim činom pao je moral vojske koji je već bio malen te su se vojnici polako počeli prelaziti na stranu gerilaca. Ovim činom završena je revolucija i Fidel Castro je izašao kao pobjednik.

## Povratak u Moncadu
(2. siječnja 1959.)
Fidelova vojska nakon 6 godina vraća se u Santiago, točnije u Moncadu gdje Fidel Castro prima bezuvjetnu predaju Batistine vlade i preuzima vlast nad Kubom koja je sada napokon slobodna. Fidel izjavljuje da sada dolazi najteže vrijeme jer treba stvoriti državu za koju su se toliko borili. U trenutku preuzimanja vlasti zastava pobunjeničke vojske, zastava Movimiento 26 Julio-a je zalepršala na tvrđavom Moncado označavajući dolazak boljeg vremena.
Po odlasku iz Santiaga Fidel je sa svojom vojskom putovao po Kubi slaveći trijumf, a gdje god bi došao Kubanski je narod klicao svome novom vođi. Batista je stvorio upravo ono što je pokušavao izbjeći, stvorio je heroja koji je sada bio neosporni vođa nacije.